# De Vrije Schippers
De Vrije Schippers zijn godshuizen in Brugge, die in 1415 werden gebouwd op de eigendom van het Schippersambacht.

## Geschiedenis
Het ambacht van de Schippers, dat bestond uit drie afdelingen, de Vrije Schippers, de Schippersmaats en de Scheepstimmerlieden, werd begin vijftiende eeuw eigenaar van een perceel langs de Potterierei, waarop een gildehuis, een kapel, toegewijd aan de heilige Clemens en vier godshuisjes werden gebouwd. 
Het eerst werden in 1415 de godshuisjes gebouwd en ter beschikking gesteld van noodlijdende gildebroeders en hun gezin. De bewoners van de huisjes vielen voor hun levensonderhoud eveneens volledig ten laste van de gilde. De huisjes waren gebouwd op de achterkant van het perceel, uitmondende in de Kleine Carmersstraat (nu Elisabeth Zorghestraat).
In 1796 werden ze, zoals alle godshuizen, eigendom van de Commissie van Burgerlijke Godshuizen en vanaf 1803 stonden ze daadwerkelijk onder het beheer van deze Commissie. Ze werden voortaan bestemd voor drie bejaarde vrouwen.
In 1923 werden de huisjes, samen met de godshuizen Elisabeth Zorghe en Paruitte verkocht aan de brouwerij Den Arend. Die bleef ze nog enkele jaren verhuren. In 1944 bestonden ze nog, maar werden als stapelplaats voor de brouwerij gebruikt. Wat later werden ze gesloopt.
Ondertussen waren, op kosten van de brouwerij, een aantal godshuizen nieuw gebouwd in de Stijn Streuvelsstraat. Een paar onder hen dragen de naam van het ambacht van de Vrije Schippers.